# Ütőgardon
Az ütőgardon (gardon, gardony, ütősgardony, tekenyőgardon, csipi-s-üti, dob) olyan csellóra emlékeztető népi húros ritmushangszer, amelyet ütővel és „csipkedéssel”, pengetéssel szólaltatnak meg. Híres ütőgardonos volt a gyimesbükki Fikó Regina (Zerkula János prímás felesége) és a csíkszentdomonkosi Duduj Rozália (Sinka Sándor prímás felesége).

## Leírása
Az ütőgardon teste egy darab fából van kifaragva, anyaga legtöbbször jávor-, nyár- vagy fűzfa. Kivájt teknőhöz hasonlít, nem túl hangsúlyos középhajlatokkal, végén vaskos, rövid nyakkal, fakulcsos hangolófejjel. A testet befedő tető sík vagy enyhén domború, a húrláb két oldalán szimmetrikusan elhelyezkedő, a vonós hangszerekére emlékeztető hangnyílásokkal. Ritkábban három, többnyire négy húrja van, melyek egy síkban futnak, lapos húrlábon áthaladva a húrtartóhoz csatlakoznak. Vannak csellóból átalakított, vagy annak mintájára kávásan, dobozszerűen felépített ütőgardonok is. A megszólaltatására vonó helyett ütő – ütőpáca, gardonpáca – szolgál, ez nagyjából 40 cm hosszú és 2 cm vastagságú fából készült bot.
A négyhúros ütőgardon három vastagabb húrja a nagybőgő G-húrjának vastagságával egyezik meg, egy vékonyabb húrja pedig a cselló D vagy G húrjának. Ez utóbbi a pengető húr. A húrok leggyakoribb hangolása D–D–D–d, régebben használt hangolások még háromhúros hangszeren: D–d–g; D–d–a; A–d–d. Húrmennyiségtől függetlenül a gardonok húrjai hagyományosan sertésbélből készülnek.

## Használata
Az ütőgardon kísérő hangszer, rendszerint a szólista, a hegedűs tulajdona, aki feleségét vagy egyik közeli rokonát tanítja be a hangszer használatára, vagy egy-egy alkalomra felfogad erre a célra valakit. A hangszert nem vonóval szólaltatják meg: a zenész a jobb kezében levő ütővel az egyenes felületű láb miatt egy síkban lévő húrokra üt, a hangszert átkaroló bal kezének hüvelyk- és mutatóujjával pedig a pengetőhúrt felcsippenti, felemeli, majd elengedi, hogy rácsapódjon a fogólapra. Ez utóbbi technikát rácsaptatott pizzicatónak nevezzük. A kíséret ritmusképletében az ütés és a csippentés egymással váltakozik (esztam). A megütött hang tompa, üstdob jellegű, a csippentett hang éles, csattanó. Az ütőt a csellóvonó tartásától eltérően úgy markolják meg, hogy a hüvelykujj van a bot végénél.
A csíkszentdomonkosi zenészek nem használják a hangszer pengetőhúrját (sok esetben ez hiányzik is az ottani gardonokról), a csípések helyett egy gombokkal vagy pénzérmékkel megtöltött fém cigarettatárcát ütögetnek bal kézzel a hangszer húrjaihoz.
Az ütőgardont hegedű kísérőhangszerének használják a csíki székelyek és a csángók, illetve az ottani cigányzenészek. A két világháború között a hegedű-gardon együttesek fokozatosan eltűntek, az utóbbi időben már csak Csíkszentdomokoson és a gyimesi csángók között található meg.

## Eredete
A hangszer múltjáról csak sejtéseink lehetnek, talán a 17. vagy 18. századbeli tánckísérő dobok szerepét vehette át, melyet a töröksíp kíséretére használtak, és amit két oldalról két különböző ütővel – egy vastagabbal meg egy vékony, vesszőszerűvel – ütöttek meg. Az így előállítható tompább és élesebb hangszíneknek az ütőgardon ütött és csippentett hangjai felelnek meg. Az ütőgardonhoz hasonlóan bottal ütött húros hangszer a dél-franciaországi tambourin de Béarn, amit a galoubet nevű egykezes furulyán való játék közben a zenész a másik kezével szólaltat meg.
Egyes feltevések szerint a csellóból „népiesedett el”, mivel nagyon régen a tánczenében használt dobot a sámánokhoz (pogány hagyományokhoz) kötötték, ezért a zenészek „kijátszották” a tiltást, mivel húros hangszereken szabad volt tánc alá muzsikálni. A megszólaltatása ütővel (és csípéssel) történik (ütni egyszerűbb egy hangszert, mint vonózni), ezért nincs jelentősége a húrok különböző hangolásának, így leegyszerűsödött a hangolás is (D-D-D-d).